# Даллас, Джордж
Джордж Миффлин Даллас (англ. George Mifflin Dallas; 10 июля 1792 — 31 декабря 1864) — американский политический и государственный деятель; 11-й вице-президент США с 1845 по 1849 год.

## Биография
Джордж Даллас, шотландского происхождения, родился в Филадельфии, Пенсильвания, в семье Александра Джеймса Далласа и Арабеллы Смит Даллас. Он был вторым из шести детей, среди которых были будущий коммандор ВМС США Александр Джеймс Даллас. Образование Джордж получил в Эдинбурге. В 1810 году он окончил Принстонский университет.

## Карьера

### Дипломатия
Во время войны 1812 года Джордж хотел отправиться на фронт, но уступил возражениям отца. Сразу после этого, он принял предложение стать личным секретарём Альберта Галлатина. В августе 1814 года Даллас доставил в Вашингтон пакт мира между США и Англией. Так как работа Далласа не влекла за собой большой физической нагрузки, он стал проявлять интерес к политике. Позже, Джордж стал адвокатом Второго банка США. В 1817 году он становится заместителем генерального прокурора Филадельфии, занимая этот пост до 1820 года.

### Политика

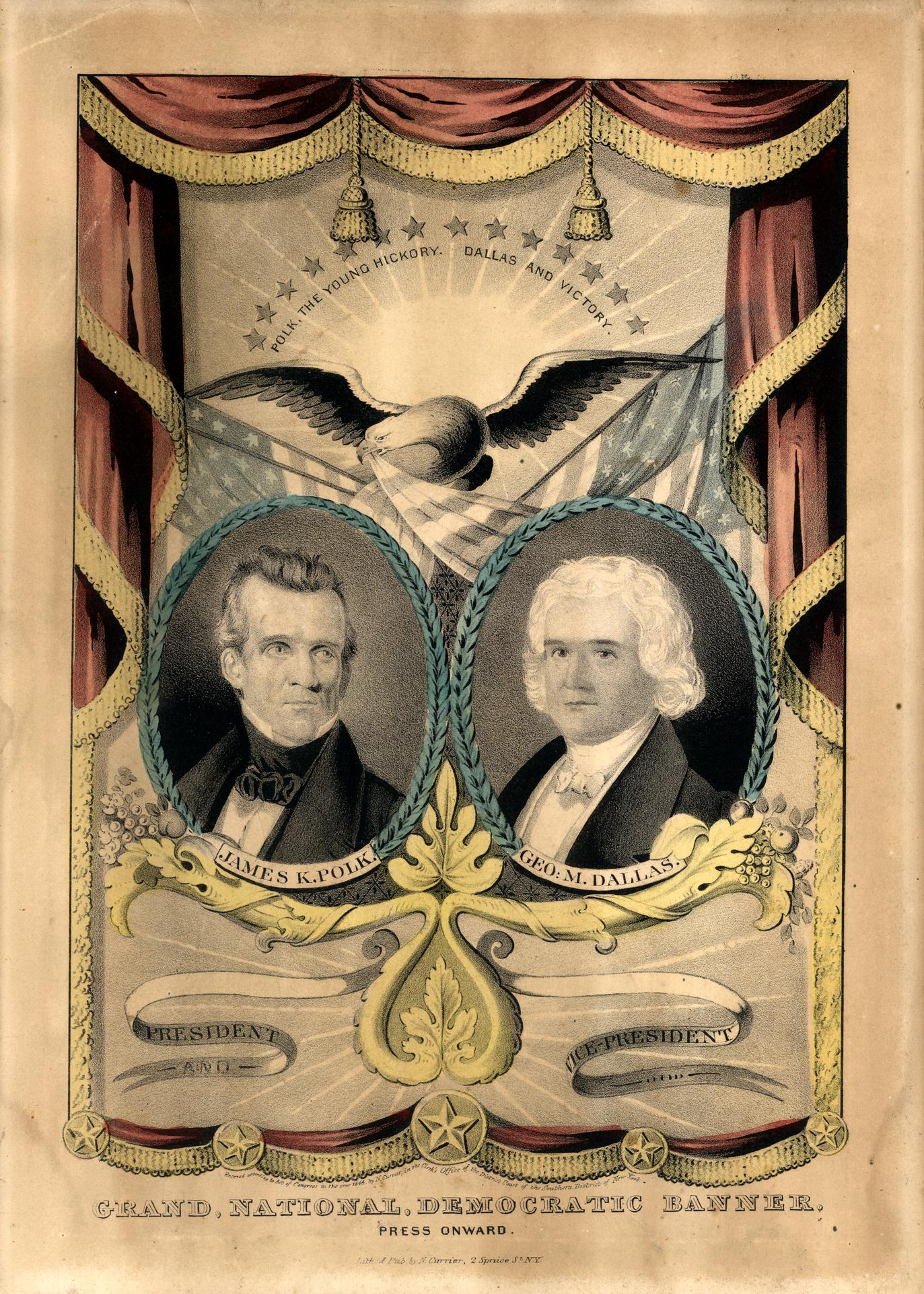
Предвыборный плакат Полка/Далласа.

После войны 1812 года политический климат в Пенсильвании был хаотичным, две фракции в Демократической партии соперничали за контроль над государством. Одна из них, возглавляемая Далласом, придерживалась убеждения, что Конституция является высшей, что энергичное правительство должно существовать. Вторая фракция возглавлялась будущим президентом Джеймсом Бьюкененом.
В 1829 году Джордж Даллас стал окружным прокурором по восточному округу штата Пенсильвания. Эту должность он занимал до 1831 году. В декабре 1831 года Джордж стал сенатором от штата Пенсильвания. От переизбрания он отказался.
С 1833 по 1835 года Даллас занимал пост генерального прокурора штата Пенсильвания. С 1837 по 1839 года был, по назначению президента Мартина ван Бюрена, американским посланником  в Санкт-Петербурге. Во время пребывания на этом посту в значительной степени способствовал развитию экспорта американского хлопка и табака в Россию. Популярность американского табака в России возросла к середине 1850-х в такой степени, что были закуплены в большом количестве семена лучших сортов американского табака и освоена технология их культивирования в немецких колониях Поволжья.
В 1844 году Даллас был избран вице-президентом США. Этот пост, при президенте Джеймсе Полке, он занимал с 1845 по 1849 год.

## Смерть
Джордж Даллас умер 31 декабря 1864 года в Филадельфии, Пенсильвания. Был похоронен в Церкви Святого Петра в Филадельфии.